# Live in the LBC & Diamonds in the Rough
Live in the LBC & Diamonds in the Rough – album koncertowy amerykańskiej grupy metalowej Avenged Sevenfold, wydany 16 września 2008 nakładem Warner Records. Album zawiera płytę DVD z zapisem koncertu z Long Beach w Kalifornii w USA, oraz płytę CD zawierającą niepublikowane utwory powstałe podczas sesji nagraniowych do albumu Avenged Sevenfold, covery oraz utwory, które znalazły się na B-side’ach singli.

## Lista utworów

### Live in the LBC(DVD)
1. „Critical Acclaim”
2. „Second Heartbeat”
3. „Afterlife”
4. „Beast and the Harlot”
5. „Scream”
6. „Seize the Day”
7. „Walk” (cover Pantery)
8. „Bat Country”
9. „Almost Easy”
10. „Gunslinger”
11. „Unholy Confessions”
12. „A Little Piece of Heaven”

### Diamonds in the Rough(CD)
1. „Demons” – 6:16
2. „Girl I Know” – 4:26
3. „Crossroads” – 4:33
4. „Flash of the Blade” (cover Iron Maiden) – 4:05
5. „Until the End” – 4:46
6. „Tension” – 4:51
7. „Walk” (cover Pantery) – 5:24
8. „The Fight” – 4:09
9. „Dancing Dead” – 5:54
10. „Almost Easy” (CLA Mix) – 3:57
11. „Afterlife” (wersja alternatywna) – 5:55

## Single
- Crossroads–19 lutego 2008